# Saussurea costus
Espèce
Classification phylogénétique
Statut CITES
Dolomiaea costus est une espèce de plante à fleurs de la famille des Astéracées originaire d'Asie (Himalaya, Cachemire, Inde, Pakistan). C'est une plante herbacée, présente entre 2 000 et 5 000 m d'altitude et souvent cultivée pour ses propriétés médicinales.

## Synonymies et noms vernaculaires
Plusieurs autres dénominations scientifiques ont été données à cette plante : Saussurea costus (Falc.) Lipsch., Saussurea lappa CB. Clarke, Aucklandia lappa Decne., Aucklandia costus Falc., Aplotaxis lappa Decne., Aplotaxis auricula DC..

Saussurea costus est également connu sous plusieurs noms vernaculaires : 木香 mù xiāng, 雲木香 yűn mù xiāng, 廣木香 guǎng mù xiāng (chinois), mokkō (japonais: モッコウ, 木香), kuth (hindi), minal (ourdou), kushtha (sanscrit).

## Description botanique

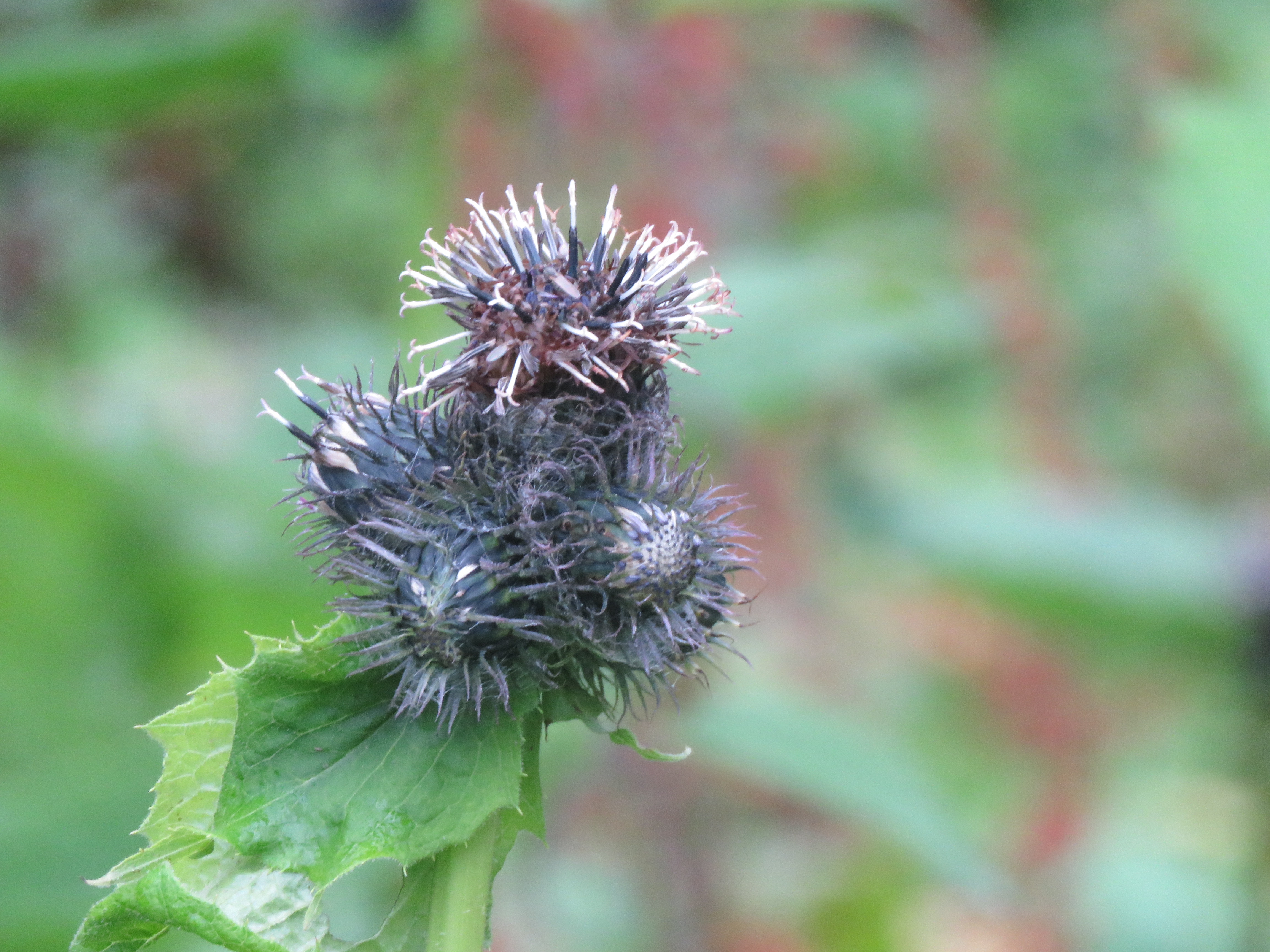
Saussurea costus dans le Parc national de la Vallée des fleurs en Inde.

Saussurea costus est une plante vivace se présentant sous forme d'une tige dressée de 1 à 2 m de haut.

Les feuilles, grandes à la base de la tige (plusieurs dizaines de cm), plus petites en haut, sont irrégulièrement dentées.

Les fleurs violettes à noires forment un capitule.

Les fruits sont des akènes recourbés (8 mm de long) et surmontés d'un pappus.

Les racines sont marron foncé ou grises et mesurent jusqu'à 40 cm de long.

## Risque d'extinction
S. costus est classée comme plante herbacée en danger critique d'extinction et est sur le point de disparaître, en raison de sa surexploitation à l'état sauvage. Une étude pour obtenir une production durable de S. costus est effectuée en Inde dans les années 2020 sous différents niveaux d'engrais azotés, phosphorés et potassiques dans la région désertique froide de l'Himalaya occidental.

## Utilisations médicinales
En Asie, c'est la racine qui est utilisée pour ses propriétés médicinales notamment en médecine traditionnelle chinoise et en médecine ayurvédique. Inscrite sous le nom de Muxiang à la Pharmacopée chinoise, elle fait partie des 50 plantes fondamentales de la médecine chinoise et est censée renforcer le Qi. Ses emplois sont très variés bien que pas toujours démontrés.

Elle est utilisée en médecine tibétaine et est un ingrédient principal dans la composition de 71 formulations,.

Sur la sphère digestive, elle est employée contre les diarrhées, nausées, maux de ventre, ulcères, dyspepsies, voire pour traiter le choléra.

Elle est également utilisée en cas de rhumatismes, douleurs dentaires, fièvres, désordres d'origine inflammatoire.

Elle sert enfin dans le traitement de l'asthme, des désordres respiratoires, des ictères, en cas d'hypotension mais aussi comme sédatif, aphrodisiaque, insecticide, fongicide, virucide, antiseptique et pour faire des fumigations.

Dans les produits cosmétiques, elle est employée dans des parfums et des shampooings.

En octobre 2010, un projet de monographie de la drogue végétale a été élaboré par la Pharmacopée européenne sous le nom de Aucklandia (racine d').

## Composition chimique
Seule la composition chimique de la racine a été bien étudiée.

Ce sont surtout des dérivés sesquiterpéniques qui ont été identifiés (costunolide, dehydrocostus lactone, acide costique...). Elle contient une huile essentielle (environ 1,5 %), également riche en sesquiterpènes.

## Toxicité et points d'alerte
Les lactones sesquiterpéniques de l'huile essentielle utilisée en parfumerie peuvent provoquer des dermites allergiques de contact. L'International Fragrance Research Association recommande son exclusion des préparations parfumantes.

Le nom de mu xiang peut prêter à confusion avec d'autres plantes de la pharmacopée chinoise, notamment chuan mu xiang (Vladimiria souliei) et tu mu xiang (Inula racemosa et Inula helenium).

L'American Herbal Pharmacopoeia signale également un risque de confusion avec une plante toxique, Aristolochia debilis également connue sous le nom de qing mu xiang.